# Technikai segítségnyújtás

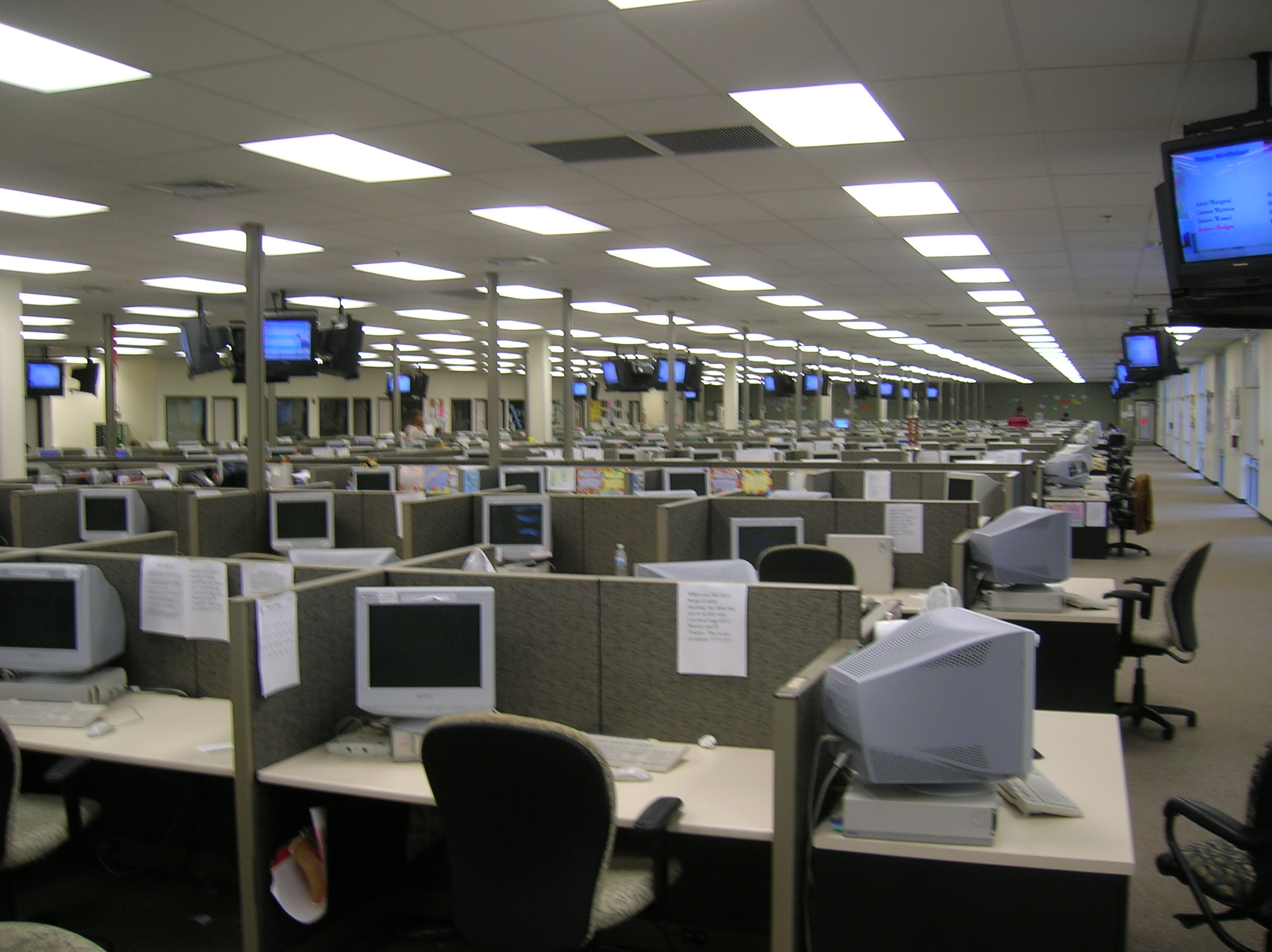
Telefonközpont a floridai Lakelandben

A technikai segítségnyújtás (tech support) olyan szolgáltatás, amelyet vállalatok nyújtanak ügyfeleiknek, vásárlóiknak hardver, szoftver- és egyéb fogyasztói elektronikai problémák megoldására. A szolgáltatást call centerekben, online chaten vagy e-mailen keresztül biztosítják. Sok cég online fórumokat is biztosít, ahol a felhasználók egymásnak segíthetnek, így csökkentve a cégek terhelését és költségeit.

## A technikai segítségnyújtás kiszervezése
A modern idők növekvő technológia használatának köszönhetően egyre nagyobb az igény a technikai segítségnyújtására. Sok szervezet olyan országokba vagy régiókba helyezi ezen részlegeit vagy call centereit, ahol az üzemeltetési költségek alacsonyabbak. A Dell az elsők között volt, amely 2001-ben kiszervezte a tech support és ügyfélszolgálati részlegét Indiába. Növekedett azon cégek száma is, amelyek más szervezeteknek nyújtott technikai támogatásra szakosodtak. Ezeket gyakran MSP-knek (Managed Service Providers – menedzselt szolgáltatók) nevezik.
A kiszervezés lehetővé teszi a tech support magas szintű rendelkezésre állásának fenntartását, azoknak a vállalkozásoknak, amelyeknek ilyen típusú  szolgáltatást kell nyújtani. Erre az igényre többek között a nap folyamán jelentkező hívásforgalmi csúcsok, az új termékek vagy karbantartási csomagok bevezetése miatt megemelkedett aktivitás, illetve az ügyfelek számára nyújtandó magas színvonalú, de alacsony költségű szolgáltatás iránti elvárás adhat okot. A kiszervezés lehetővé teszi, hogy a belső munkatársak jobban a saját feladataikra koncentráljanak, így fenntartva a termelékenységet. Emellett a vállalkozások olyan speciális szaktudással rendelkező személyzetet is igénybe vehetnek, akiknek technikai ismeretei és tapasztalatai meghaladják a vállalkozás saját kereteit, így magasabb szintű technikai segítségnyújtást nyújthatnak az alkalmazottak számára.

## Többszintű technikai segítségnyújtás
A cégek a tech support szolgáltatást gyakran szintekre osztják annak érdekében, hogy hatékonyabban tudják kiszolgálni az üzleti partnereket vagy ügyfélkört. Az, hogy egy cég hány szintet alkalmaz a tech support csoportjának szervezésében, a vállalkozás igényeitől függ, különös tekintettel arra, hogy mennyire képes megfelelően kiszolgálni ügyfeleit vagy felhasználóit. A többszintű támogatási rendszer létrehozásának célja az, hogy a lehető legjobb szolgáltatást nyújtsák a lehető leghatékonyabb módon, szemben egy általános támogatási csoport működtetésével. Az ilyen szervezeti struktúra sikere azon múlik, hogy a támogató munkatársak mennyire értik saját felelősségi köreiket és kötelezettségeiket, betartják-e az ügyfélválaszadási határidőket, és tudják-e, mikor és melyik szintre kell egy problémát megfelelően továbbítani.
Egy gyakori támogatási modell a háromszintű műszaki támogatási rendszer köré épül. A távoli számítógép-javítás egy olyan módszer, amely során szoftverrel kapcsolatos problémákat távoli asztali kapcsolat segítségével oldanak meg.

### Első szintű támogatás
Az első szintű támogatás a technikai segítségnyújtás első szintjét jelenti. Az első szintű szakember fő feladata az ügyfél adatainak begyűjtése, valamint az ügyfél problémájának meghatározása a hibajelenségek elemzésével és az alapvető probléma azonosításával. A hibajelenségek vizsgálatakor fontos, hogy a szakember  a valódi problémát oldja meg, ne pedig csak a látszólagos okot.
Miután az alapvető probléma azonosítása megtörtént, a szakember elkezdheti végignézni a lehetséges megoldásokat. Az ebben a csoportban dolgozó szakemberek jellemzően egyszerűbb és egyértelműbb problémákat kezelnek, miközben "esetleg valamilyen tudásmenedzsment eszközt is használhatnak". Ez magában foglalja a hibaelhárítási módszereket, mint például a fizikai réteg problémáinak ellenőrzése, felhasználónév- és jelszóproblémák megoldása, alapvető szoftveralkalmazások eltávolítása, újratelepítése, a megfelelő hardver- és szoftverbeállítások ellenőrzése, valamint a programmenükben való navigálás segítése. Ezen a szinten a szakemberek alapvető vagy általános ismeretekkel rendelkeznek a termékről vagy szolgáltatásról, és nincsennek mindig birtokában a bonyolultabb problémák megoldásához szükséges szakértelemmel. Ennek ellenére ennek a csoportnak az a célja, hogy az ügyfélproblémák 70–80%-át kezelje, mielőtt szükségessé válna a probléma magasabb szintre történő továbbítása.

### Második szintű támogatás
A második szintű támogatás egy mélyrehatóbb technikai támogatási szint, mint az első szint és ezért drágább is. Ezen a szinten a szakemberek tapasztaltabbak és jobban értenek az adott termékhez vagy szolgáltatáshoz.  A kettes szinten lévő szakemberek feladata, hogy segítséget nyújtsanak az első szintű támogatást végző munkatársaiknak az alapvető technikai problémák megoldásában, valamint hogy kivizsgálják a komolyabb problémákat azáltal, hogy megerősítik a hiba érvényességét, és keresik az ismert megoldásokat az összetettebb problémákra. Még a hibaelhárítási folyamat megkezdése előtt fontos, hogy a szakember áttekintse a munkalapot, hogy lássa, mit végzett már el az első szintű munkatársa, illetve hogy mennyi ideje foglalkoznak az adott ügyfél problémájával. Ez kulcsfontosságú a vevői és üzleti igények kielégítése szempontjából, mivel lehetővé teszi a szakember számára, hogy priorizálja a hibaelhárítási folyamatot és hatékonyan ossza be az idejét.
Ha egy probléma új, vagy az ezen a szinten dolgozó munkatársak nem tudnak megoldást találni rá, akkor kötelesek az ügyet a hármas szintű technikai támogatási csoporthoz továbbítani. Emellett sok vállalat előírja, hogy bizonyos hibaelhárítási lépéseket kifejezetten ez a csoport hajtson végre annak érdekében, hogy a bonyolultabb problémák megoldását tapasztalt és nagy szaktudású szakemberek végezzék. Ez magában foglalhatja – de nem kizárólagosan – a helyszíni szoftver telepítéseket vagy különböző hardverelemek cseréjét, szoftverjavításokat, diagnosztikai teszteket, vagy távoli vezérlő eszközök használatát, amely során a szakember átveszi a felhasználó gépének irányítását kizárólag a hibaelhárítás és a megoldás megtalálása érdekében.

### Harmadik szintű támogatás
A 3. szintű támogatás a legmagasabb szintű támogatást jelenti egy háromszintű technikai támogatási modellben, amely a legnehezebb vagy legösszetettebb problémák kezeléséért felelős.  Az ezen a szinten lévő személyek a saját szakterületük szakértői, és nemcsak az első és második  szintű munkatársak támogatásáért felelősek, hanem új vagy ismeretlen problémák megoldására szolgáló megoldások kutatásáért és fejlesztéséért is. Fontos megjegyezni, hogy a harmadik szintű munkatársak ugyanúgy felelősek a munkalap áttekintéséért és az ügyféllel már eltöltött idő felméréséért, annak érdekében, hogy a munkát megfelelően priorizálják, és hatékonyan kezeljék az időt. Ha van rá mód, a hármas szintű szakember együtt dolgozik az ügyféllel a probléma megoldásán, mivel előfordulhat, hogy az alsóbb szinteken nem találtak rá megoldást. Amennyiben új problémával szembesülnek,  először el kell dönteniük, hogy foglalkoznak-e a probléma megoldásával, és szükségük lehet az ügyfél elérhetőségeire is, hogy elegendő idő álljon rendelkezésükre a hiba feltárásához és megoldásához. Gyakori, hogy egy fejlesztő vagy olyan személy, aki ismeri a termék kódját vagy háttérrendszerét, tölti be a hármas szintű támogatói szerepkört.
Bizonyos esetekben egy probléma olyannyira súlyos lehet, hogy a termék már nem menthető meg, és cserére szorul. Az ilyen rendkívüli problémákat részletes elemzés céljából az eredeti fejlesztőknek is továbbítják. Ha megállapítást nyer, hogy a probléma megoldható, ez a csoport felelős egy vagy több megoldási lehetőség megtervezéséért és kidolgozásáért, ezeknek a lehetőségeknek a tesztkörnyezetben való kiértékeléséért, valamint a probléma legjobb megoldásának megvalósításáért.

### Negyedik szintű támogatás
Bár nem alkalmazzák mindenhol, a negyedik szint gyakran a szervezeten túli eszkalációs pontot jelenti és  általában egy hardver- vagy szoftvergyártó nyújtja.

## Csalások, átverések
Az egyik gyakori csalási módszer lényege, hogy a csaló telefonon felhívja az áldozatot, és azt állítja, hogy például a Microsoft ügyfélszolgálatáról keres. Ezeket a hívásokat gyakran indiai call centerekből kezdeményezik angol nyelvű országokba, bár egyre gyakoribb, hogy ugyanazon országon belül működnek. A hívó arra kéri az áldozatot, hogy töltsön le egy távoli asztali hozzáférést biztosító programot, majd miután hozzáfért a számítógéphez, különféle trükkökkel elhiteti vele, hogy a gép hibás, és fizetnie kell a javításért. Ezután ellopja a bankkártya adatait és pénzt csal ki tőle.

## Fordítás
Ez a szócikk részben vagy egészben  a   Technical support című angol Wikipédia-szócikk fordításán alapul.  Az eredeti cikk szerkesztőit annak laptörténete sorolja fel. Ez a jelzés csupán a megfogalmazás eredetét és a szerzői jogokat jelzi, nem szolgál a cikkben szereplő információk forrásmegjelöléseként.